# Hamar Imre (sinológus)
Hamar Imre (Veszprém, 1967. április 1. –) sinológus, tibetológus, buddhológus professzor, a Magyar Tudományos Akadémia levelező tagja. Az ELTE Bölcsészettudományi Kar Kínai Tanszékének tanszékvezetője, az ELTE BTK Távol-keleti Intézetének, valamint az ELTE Konfuciusz Intézetének igazgatója. (Kínai neve: 郝淸新; pinjin hangsúlyjelekkel: Hǎo Qīngxīn; magyar népszerű: Hao Csing-hszin.) Egyetemi tevékenysége mellett a Budapesti EAC elnöke is.

## Pályafutása
Hamar Imre 1992-ben diplomázott az ELTE BTK kínai és tibeti szakán, majd 1993 és 1996 között az ELTE Kínai és Kelet-ázsiai Tanszékén dolgozott aspiránsként, klasszikus és modern kínai nyelvet tanított.
1991 és 1996 között A Tan Kapuja Buddhista Főiskolán oktatott klasszikus kínai nyelvet és kínai buddhizmust. 1994 és 1997 között a JATE Ókortudományi Tanszékén tanított kínai történelmet és vallástörténetet, kezdetben félállású tudományos segédmunkatársként, majd 1995-től félállású tanársegédként. 1997-ben védte meg maximális pontszámmal kanditátusi disszertációját, melynek címe: Változások a huayan hagyományban a 8–9. században – Chengguan élete és a négy dharma-dhátu elmélete.
1997-től az ELTE Kínai és Kelet-ázsiai Tanszékén tanársegéd volt, majd egyetemi adjunktus lett. 2000-ben kinevezték a Tanszék tanszékvezető-helyettesévé. 2001-ben lett egyetemi docens, majd 2002-től tanszékvezető. 2003-tól az ELTE nyelvtudományi doktori iskolájában a sinológiai doktori program vezetője. 2004-ben habilitált és lett egyetemi tanár. A disszetációja címe: Buddha megjelenése a világban. 2007-től az ELTE Konfuciusz Intézet igazgatója. 2008-tól az ELTE Távol-keleti Intézet igazgatója. 2025-ben a Magyar Tudományos Akadémia levelező tagjává választották.
2008 szeptemberétől 2009 júniusáig Fulbright ösztöndíjjal a University of Virgina, Dept. of Religious Studies vendégprofesszora volt.
2010. május–júliusban Numata vendégprofesszor a Hamburgi Egyetemen. 2010 augusztusában vendégprofesszor Chengduban a University of British Columbia és Renmin Daxue által szervezett nyári egyetemen.

## Jelentősebb publikációi

### Könyvek magyarul
- Kínai buddhizmus a középkorban – Cs’eng-kuan élete és filozófiája. Történelem és kultúra 15. Balassi Kiadó—Orientalisztikai Munkaközösség, 1998, 207 p.
- Kínai–magyar szótár. Balassi Kiadó, 1998, 888 p. [társszerző: Bartos Huba]
- Buddha megjelenése a világban. Balassi Kiadó, Budapest, 2002, 200 p.
- A kínai buddhizmus története. ELTE Kelet-ázsiai Tanszék, 2004, 156 p.
- Kínai filozófia és vallás a középkor hajnalán; szerk. Hamar Imre, Salát Gergely; Balassi, Bp., 2005 (Sinológiai műhely)
- Modern kínai elbeszélők. Tanulmányok és fordítások Galla Endre 80. születésnapjára; szerk. Hamar Imre, Salát Gergely; Balassi, Bp., 2007 (Sinológiai műhely)
- Kínai történelem és kultúra. Tanulmányok Ecsedy Ildikó emlékére; szerk. Hamar Imre, Salát Gergely; Balassi, Bp., 2009 (Sinológiai műhely)

### Könyvek idegen nyelven
- A Religious Leader in the Tang: Chengguan’s Biography. The International Institute for Buddhist Studies of The International College for Advanced Buddhist Studies. Studia Philologica Buddhica Occasional Paper Series XII. Tokyo, 2002, 90 p.
- Reflecting mirrors. Perspectives on Huayan Buddhism; szerk. Hamar Imre; Harrassowitz, Wiesbaden, 2007 (Asiatische Forschungen)
- Faith in Buddhism; szerk. Hamar Imre, Takami Inoue; Institute for East Asian Studies Eötvös Loránd University, Bp., 2016 (Budapest monographs in East Asian Studies)

### Cikkek, tanulmányok magyarul
- "A kegon (hua-jen) hagyomány kialakulása Kínában és elterjedése Japánban". ELTE Japán-tanulmányok 1, Budapest, 1996, pp. 67–83.
- "Az ősi kínai bölcselet bírálata és alkalmazása Cs'eng-kuan (738-839) munkáiban".  Keletkutatás, Budapest, 1996 ősz – 2002 tavasz, pp. 23–35.
- "A Yogācāra filozófia hatása az Avatamsaka-sūtrában és kínai értelmezéseiben". Keréknyomok. 2008 nyár, pp. 5–24.
- "Egy Nágárdzsuna mű a Csoma Gyűjteményben – A függő keletkezés". Távol-keleti Tanulmányok 2009/1, pp. 27–42.
- "Csodás történetek az Avatamszaka szútráról". Vallástudományi Szemle 2010/2. pp. 65–79.
- "Wutaishan, a buddhizmus szent hegye: Hegykultusz Kínában". Vallástudományi Szemle 2010/2. pp. 20–30.

### Cikkek, tanulmányok idegen nyelven
- "The Doctrines of Perfect Teaching in Ch'eng-kuan's Introduction to his Commentary on the Hua-yen-ching". Journal of The Center for Buddhist Studies 3, Taipei, 1998, pp. 331–349.
- "Chengguan's Theory of Four Dharma-dhātus". Acta Orientalia Academiae Scientiarum Hungaricae. 51 (1-2), 1998, pp. 1–19.
- "Buddhism and The Dao in Tang China: The Impact of Confucianism and Daoism on the Philosophy of Chengguan". Acta Orientalia Academiae Scientiarum Hungaricae. 52 (3-4), 1999, pp. 283–292.
- "The Existence or Nonexistence of the Mind of Buddha: A Debate between Faxingzong and Faxiangzong in Chengguan’s interpretation". Acta Orientalia Academiae Scientiarum Hungaricae. 56 (2-4), 2003, pp. 339–367.
- "Manifestation of the Absolute in the Phenomenal World: Nature Origination in Huayan Exegesis". Bulletin de l’Ecole Française d’Extrême-Orient 94 (2007), pp. 229–252
- "An ideal of scholar-monk: Chengguan". Studia Orientalia Slovaca 9,1 (2010). pp. 71–82.
- "Creating Huayan Lineage: Miraculous Stories about the Avataṃsaka-sūtra". Oriens Extremus 50. (2012)  pp. 181–191.

## Tanácsadói, szakértői, szakmai közéleti tevékenysége
- Acta Orientalia Hung. szerkesztőbizottsági tag (2000–), szerkesztő (2003–)
- Studia Orientalia Slovaca szerkesztőbizottsági tag
- Tőkei Ferenc Alapítvány kuratóriumának tagja
- A Magyar-Kínai Kéttannyelvű Iskoláért Alapítvány kuratóriumának tagja
- Kína-kutatásért Alapítvány kuratóriumának elnöke
- A Chiang Ching-kuo Alapítvány kelet-európai kuratóriumának tagja

## Tagságai
- Kőrösi Csoma Társaság – választmányi tag
- Magyar-Kínai Baráti Társaság – választmányi tag
- Association of Japanese Intellectual History (Tokyo) – tagság
- European Association of Chinese Studies – tag 2000-től, vezetőségi tag 2002–2006
- International Association of Buddhist Studies – tagság
- MTA Orientalisztikai Bizottság tagja 2000-től, titkára 2003–2005.

## Kitüntetései
- 2010  Pro Universitate (arany fokozat)
- 2011 Confucius Institute Performance Excellence Award of the Year